# Gypsophila robusta
Gypsophila robusta är en nejlikväxtart som beskrevs av Grossheim. Gypsophila robusta ingår i släktet slöjor, och familjen nejlikväxter. Inga underarter finns listade i Catalogue of Life.